# Петрово (Томський район)
Петро́во (рос. Петрово) — присілок у складі Томського району Томської області, Росія. Входить до складу Зоркальцевського сільського поселення.

## Населення
Населення — 495 осіб (2010; 553 у 2002).
Національний склад (станом на 2002 рік):
- росіяни — 93 %